# 国际全球环境变化人文因素计划
國際全球環境變化人文因素計畫（英語：International Human Dimensions Programme，简写：IHDP）旨在研究全球環境變化過程中人類和社會方面的各種議題。
IHDP旨在構建、發展和整合關於全球變化的社會科學研究力量，並推動研究中關鍵成果在現實中的實際應用，它強調以社會為討論核心的研究方法。
IHDP將許多學科和國家的研究人員聚集在一起，長期在科研方面合作。IHDP在科研領域有引領作用，引導科研專案的研究主題的選擇和發展，並鼓勵科學界在其項目的框架內協調這些主題。IHDP的研究分為10項專案。其中6項核心專案關注人類如何影響氣候變化並反過來受其影響，具體關注人類安全、城市化、工業轉型和環境治理的問題，這些問題都與全球環境變化相關聯。這6項中有兩項同時也隸屬國際地圈生物圈計畫（IGBP），著重關注人地耦合系統，例如土地利用和海岸帶。IHDP還與其他3個全球變化研究專案（ESSP）有4項聯合專案，其側重點分別為地球碳迴圈、水系統、人類健康和食品系統。

## 历史
1990年，IHDP由国际社会科学理事会（ISSC）以全球环境变化人文因素计划（HDP）的名义发起。1996年，ISSC和国际科学理事会（ICSU）将其更名为国际全球环境变化人文因素计划。2006年，联合国大学作为IHDP的赞助机构，加入了ISSC和ICSU。2014年7月，联合国大学宣告终止该项计划，并加入未来地球项目。

## 秘书处
IHDP秘书处位于德国波恩的联合国大学，并由联合国大学领导。

## 地球系统科学伙伴关系
IHDP是地球系统科学伙伴关系的合作伙伴之一，此外它还是国际生物多样性计划（DIVERSITAS）、国际地圈生物圈计划（IGBP）、世界气候研究计划（WCRP）的合作伙伴之一。

## 项目
- 全球环境变化和人类安全项目（GECHS）
- 城市化和全球环境变化项目（UGEC）
- 产业转型项目（IHDP-IT）
- 综合风险治理项目（IRGP）
- 地球系统治理项目（ESG）
- 海岸带陆海相互作用项目（LOICZ）
- 全球土地计划（GLP）
- 全球碳计划（GCP）
- 全球水系统计划（GWSP）
- 全球环境变化与人类健康项目（GECHH）
- 全球环境变化和食品系统项目（GECAFS）